# Brachycylix
Brachycylix là một chi thực vật có hoa trong họ Đậu.